# Estació de Cocentaina

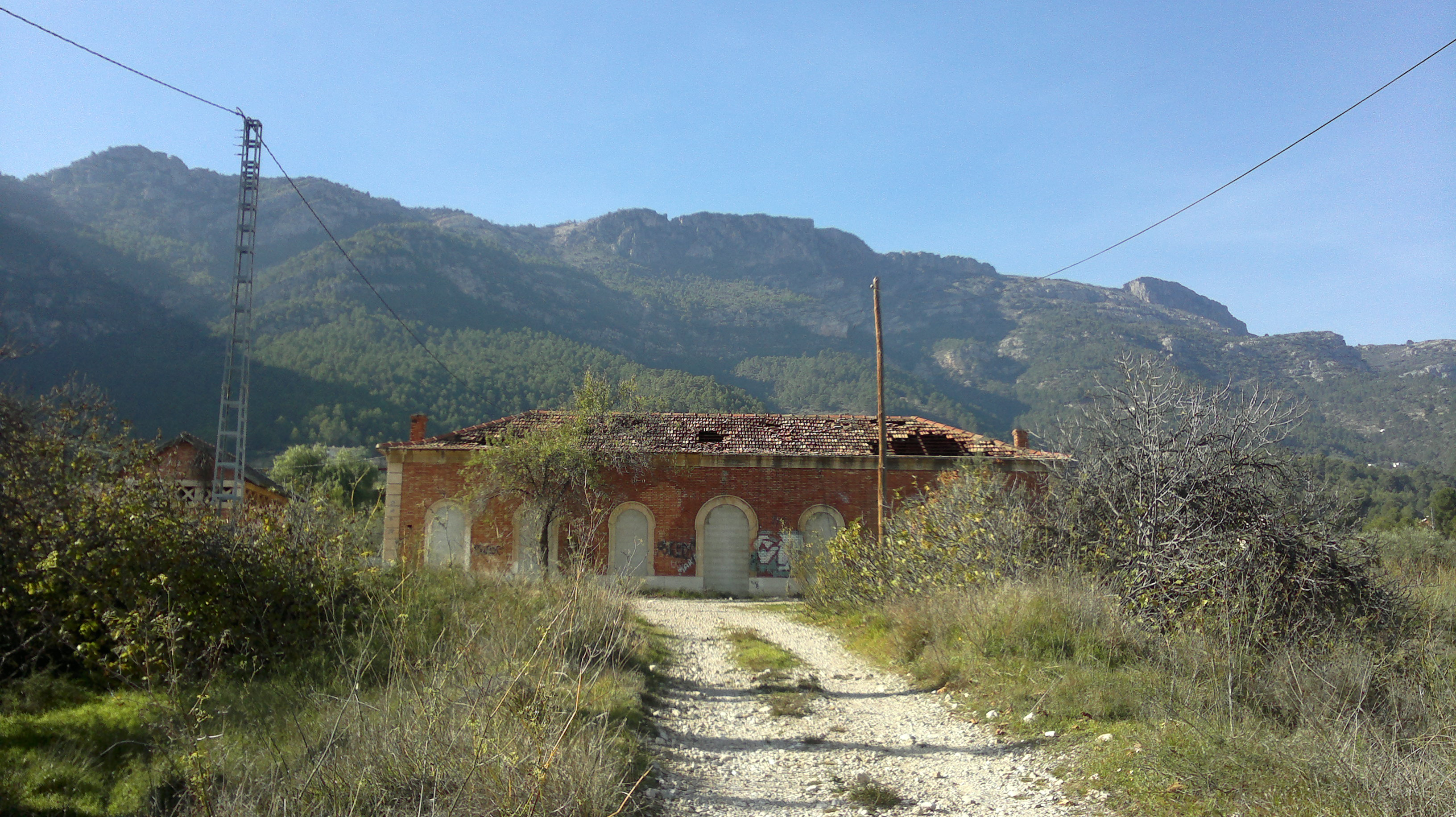
Estació de Cocentaina.

Cocentaina és un baixador ferroviari situat al municipi valencià homònim a la comarca del Comtat. Compta amb serveis de mitjana distància operats per Renfe.

## Situació ferroviària
L'estació es troba al punt quilomètric 59,2 de la línia fèrria d'ample ibèric que uneix Xàtiva amb Alcoi a 513,43 metres d'altitud, entre les estacions d'Agres i d'Alcoi.
Va formar també part de la desapareguda línia d'ample mètric Alcoi-Gandia, pq 45,5.

## Història
L'estació va ser oberta al tràfic en 1904 amb l'obertura de l'últim tram de la línia que pretenia unir Xàtiva amb Alcoi, que discorria entre Ontinyent i Alcoi. La difícil orografia va fer que aquest tram es retardara més de 10 anys amb relació a la resta del traçat. Si bé les obres van ser realitzades per Nord, la concessió original la va obtindre el Marqués de Camp, qui va acordar l'explotació inicial a través de la Societat dels Ferrocarrils d'Almansa a València i Tarragona (AVT). La incapacitat d'aquesta última per complir els terminis de lliurament acordats van portar al fet que la línia fora cedida a Nord. En 1941, després de la nacionalització del ferrocarril a Espanya, l'estació va passar a ser gestionada per l'acabada de crear RENFE.
Des del 31 de desembre de 2004, Adif és la titular de les instal·lacions ferroviàries.

## Serveis ferroviaris

### Mitjana Distància
Els trens de mitjana distància de Renfe cobreixen el trajecte València-Alcoi. La freqüència diària varia entre els 3 i 5 trens en cada sentit.
| Línia MD | Trens    | Origen/Destinació |  | Destinació/Origen |
| -------- | -------- | ----------------- |  | ----------------- |
| 47       | Regional | València          |  | Alcoi             |